# Lansibaum
Der Lansibaum (Lansium domesticum) ist eine Pflanzenart aus der Familie der Mahagonigewächse (Meliaceae). Er stammt wohl ursprünglich aus Malaysia und ist in Europa kaum bekannt, jedoch sind  seine Früchte auf den Philippinen, in Thailand, Malaysia und Indonesien sehr populär und werden auch in Süd-Indien und Sri Lanka angebaut.

## Merkmale

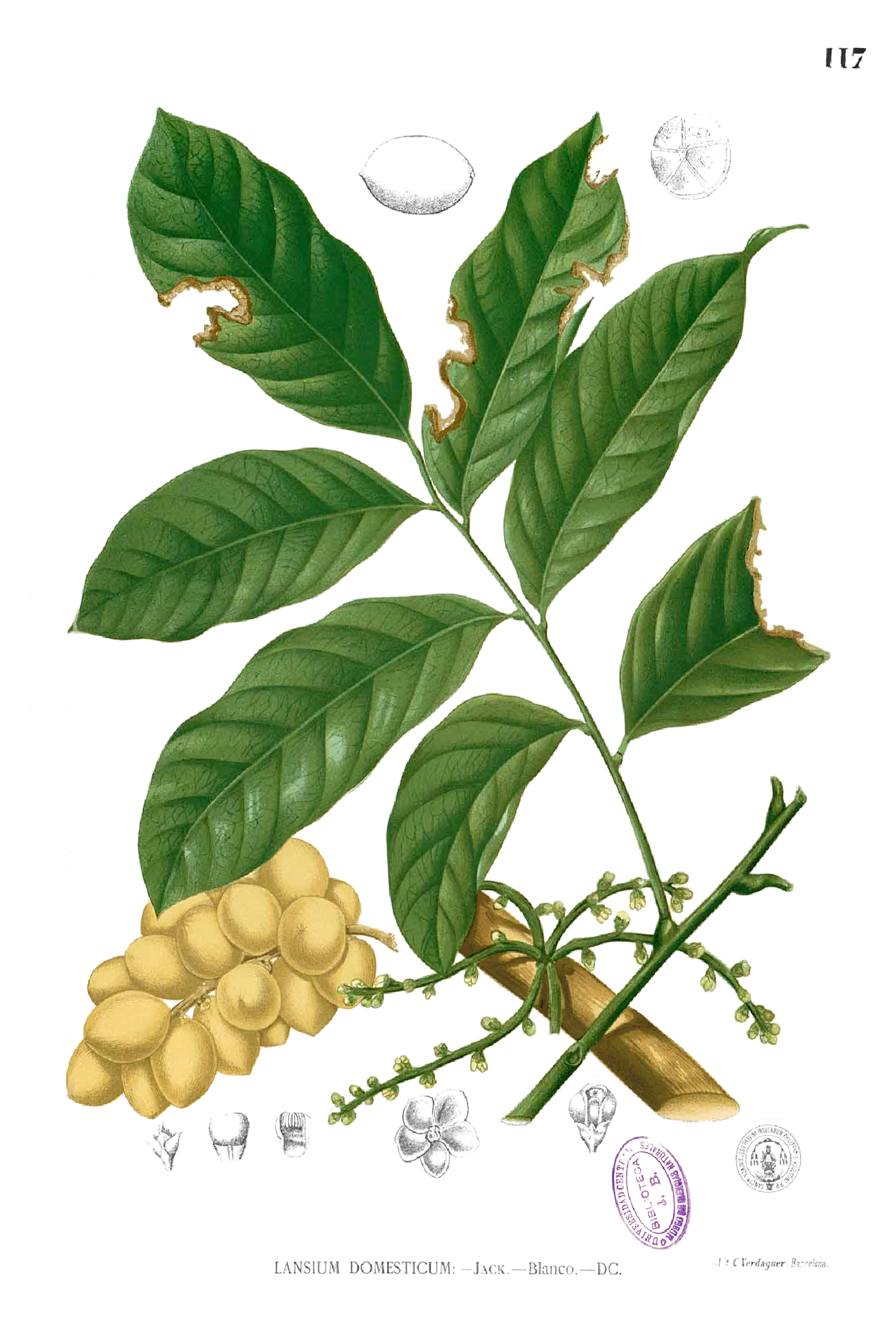
Illustration

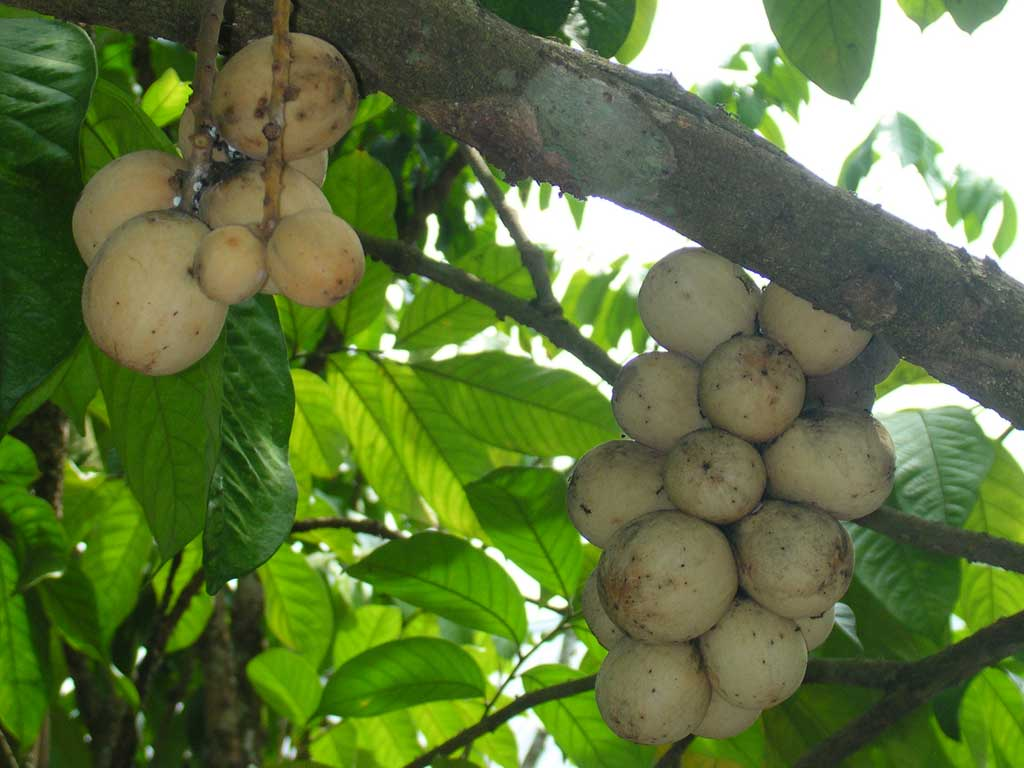
Früchte am Fruchtstand

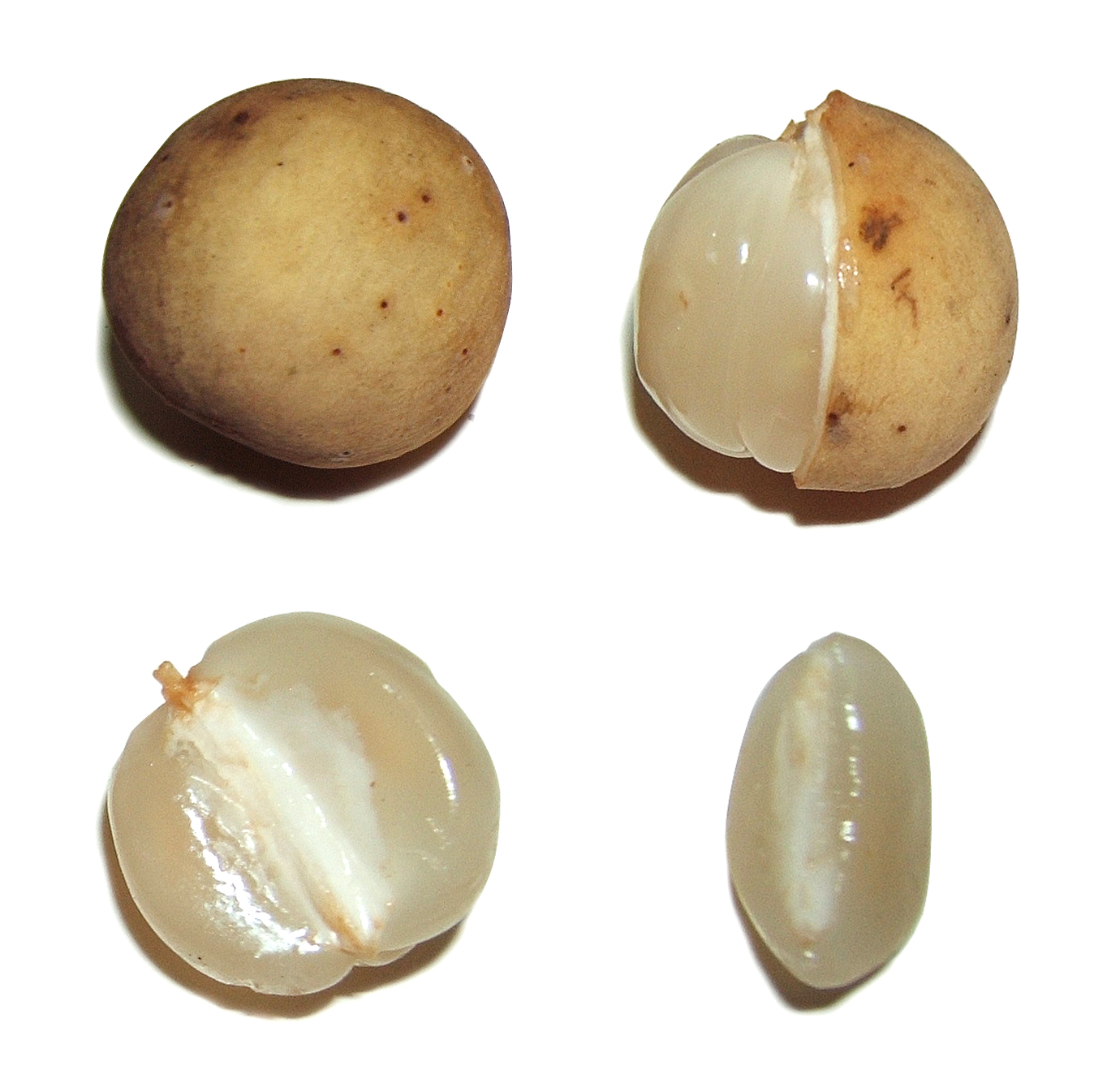
Geschlossene und geöffnete Früchte

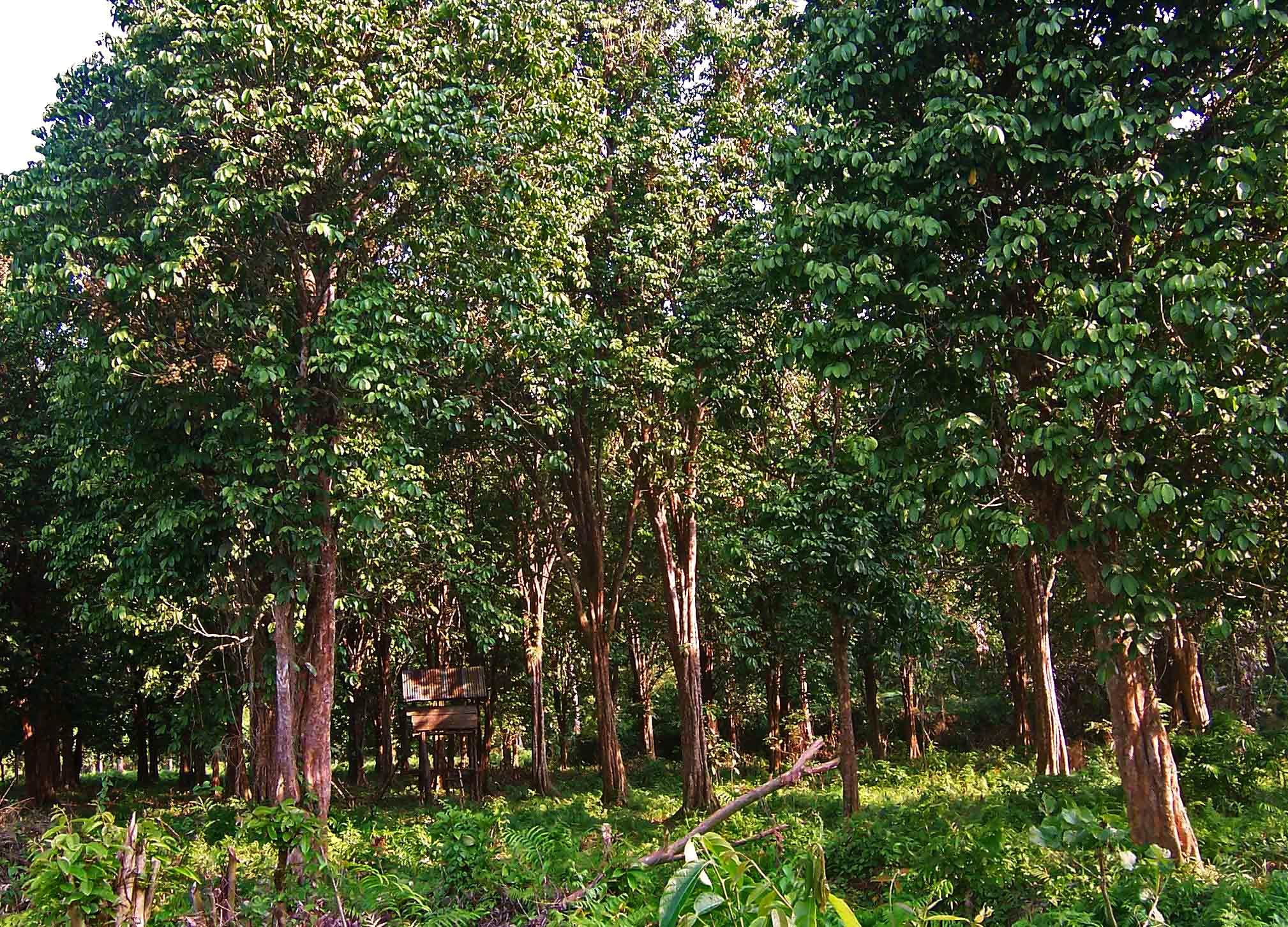
Plantage

### Vegetative Merkmale
Der Lansibaum ist ein langsam wachsender, mittelgroßer Baum, welcher Schatten benötigt und nach 7 bis 10 Jahren fruchtet. Er erreicht Wuchshöhen von bis 30 Meter, in Kultur meist nur etwa 4 Meter. Der Stamm ist an der Basis geriffelt oder es werden Brettwurzeln gebildet. Die Borke ist leicht schuppig und grau- bis rötlich-braun. Der kurzstämmige Baum führt einen klebrigen Milchsaft.
Die gestielten und wechselnd paarig bzw. falsch unpaarig gefiederten, 30 bis 50 cm langen, kahlen und ledrigen Laubblätter sind wechselständig. Die 8 bis 20 etwas ledrigen, bis über 25 cm langen, auffällig geäderten Fiederblättchen sind elliptisch bis verkehrt-eiförmig, ganzrandig und bespitzt oder spitz bis geschwänzt, oberseits kahl und glänzend und unterseits matt, heller und unterschiedlich behaart. Nebenblätter fehlen. An den Blattstielen können Pulvini vorhanden sein.

### Generative Merkmale
Die kleinen, überwiegend zwittrigen, cremefarbenen, kurz gestielten, fünfzähligen Blüten wachsen in caulifloren oder ramifloren bis 20 cm langen Trauben, welche in Gruppen am Stamm oder an dicken Ästen, selten an Zweigen erscheinen, sie sind zunächst aufrecht und mit Entwicklung der Früchte schließlich herabhängen. Aus einem Blütenstand entwickeln sich 6 bis 20, manchmal bis zu 30 Früchte. Es sind minimale Deckblätter vorhanden. Der becherförmige Kelch ist kurz und fünflappig. Die zehn, kurzen Staubblätter sind zu einer fleischigen Röhre verwachsen. Der oberständige, haarige Fruchtknoten hat einen breiten haarigen Griffel.
Die kugelige, hellgelb-bräunliche, meist glatte Beere hat einen Durchmesser von 2 bis 4 cm, sie enthält bis fünf Samen die mit saftigen, glasig-weißen Samenmänteln (Arilli) umhüllt sind. Nur ein bis drei davon enthalten einen vollständigen Samen (Kern). Die Samenmäntel schmecken üblicherweise süß-sauer; speziell die dünne Haut, die den Kern umgibt, sowie der Kern sind bei einigen Varietäten sehr bitter. Die unentwickelten Fächer werden mit Arillusgewebe gefüllt. Die elliptischen, flachen Samen sind ohne Arillus bis 13 Millimeter lang, mit Arillus sind sie 25 Millimeter groß. Das weiße, dünne Perikarp ist manchmal mehr oder weniger milchsafthaltig.
Die Chromosomenzahl beträgt 2n = 144.

## Systematik
Die Erstbeschreibung der Art durch den portugiesischen Botaniker José Francisco Corrêa da Serra ist 1807 veröffentlicht worden. Es sind zahlreiche Synonyme bekannt.
Durch neuere Analysen wurde festgestellt, dass alle früher propagierten Varietäten oder Subspezies nur Rassen und Kultivare einer Art darstellen.

## Verwendung
Die Früchte werden roh oder gekocht gegessen. Die getrocknete Fruchtschale kann als wohlriechendes Räucherwerk gegen Insekten oder gegen Krankheiten verwendet werden.
Das haltbare Holz wird auf Java für den Hausbau verwendet.
Die Frucht, aber auch die Rinde des Baumes, seine Blätter und der bittere Samenkern werden auch zu medizinischen Zwecken verwendet.
Im Süden Thailands und der Provinz Uttaradit wird ein Kultivar angebaut, Longkong (Thai: ลองกอง, gesprochen lO:ng gO:ng), der sehr süß und aromatisch ist, ohne den säuerlichen Anteil eines anderen Kultivars, der Langsat (Thai: ลางสาด, gesprochen la:ng sà:d) heißt. Außerdem hat die Sorte Longkong nur wenige, manchmal sogar gar keine Kerne, und zeichnet sich durch eine dünne Schale mit wenig harzigem Milchsaft aus. Philippinische Kultivare; Lancones, auch Lansones oder Lanzones, besitzen eine harte gelb-braune schwach genarbte Schale, kugelförmige Frucht mit geteiltem braunen und sehr bitterem Kern. In Indonesien und Malaysia; unter anderem auf der Insel Sumatra, wird die Frucht allgemein als Duku oder Lanseh bezeichnet.
Getrocknete und gemahlene Rinde wird bei Ruhr und Malaria als adstringierender Tee verabreicht.
Der Milchsaft wird medizinisch und in Pfeilgiften verwendet.